# Wizard (Spiel)
Wizard (englisch: Zauberer) ist ein Kartenspiel von Ken Fisher, ein Stichspiel, bei welchem Wahrscheinlichkeiten die Strategie bestimmen. Es erschien 1984 auf dem amerikanischen Markt. 1996 brachte Amigo in Deutschland eine grafisch neu gestaltete Version heraus. Bis September 2022 wurden über 2,6 Millionen Exemplare in Deutschland verkauft.
Ziel des Spiels ist es, in jeder Runde erst die erwartbare Anzahl an Stichen zu schätzen und dann so auszuspielen, dass man genau diese Anzahl erzielt.

## Ausstattung
Das Spiel hat 60 Karten, nämlich 52 Karten mit den Werten 1 bis 13 in vier Farben (z. B. Kreuz, Pik, Herz, Karo), vier Zauberer (Z) und vier Narren (N), dazu ein Schreibblock mit den Tabellen, die zum Eintragen der angesagten Stich-Anzahlen und der Punktestände benötigt werden.
Die Karten des Spiels sind mit Illustrationen bedruckt, ohne Bedeutung für den Spielverlauf. Sie zeigen vier Völker, den Farben zugeordnet: Menschen (blau), Zwerge (rot), Elfen (grün) und Riesen (gelb). Sie sind so gestaltet, dass sich Karten gleicher Farbe mit benachbarten Zahlwerten aneinanderlegen lassen, was ein durchgängiges Bild ergibt (absteigend von links nach rechts). Jedem Wert ist eine Berufsbezeichnung zugeordnet, z. B. Schmied. Jeweils zwei der Karten zeigen weibliche und männliche Figuren.
Man kann aus zwei handelsüblichen Kartensätzen zu 52 Blatt plus Jokern mit einem Filzschreiber einen Wizard-Kartensatz machen: Ass = 1, Bube = 11, Dame = 12, König = 13, dazu vier Zauberer und vier Narren, aus beliebigen Karten (etwa Jokern) des zweiten Spiels handgeschrieben. Blätter des Schreibblocks kann man nachdrucken (siehe Weblinks).

## Spielregeln

### Spielverlauf
Ein Spiel hat 10 bis 20 Runden. Vor jeder Runde werden alle Karten gemischt. In der ersten Runde bekommt jeder Spieler eine Spielkarte, in der zweiten zwei und so weiter. Die restlichen Karten werden verdeckt in die Mitte gelegt und bleiben in dieser Runde dort unbenutzt. Nur die oberste Karte wird aufgedeckt. Ihre Farbe ist die Trumpffarbe. Ist diese Karte ein Narr oder bleibt keine Karte übrig, so gibt es keine Trumpffarbe. Wird ein Zauberer aufgedeckt, bestimmt der ausgebende Spieler die Trumpffarbe, nachdem er seine Handkarten angeschaut hat.
Nun müssen die Spieler der Reihe nach schätzen, wie viele Stiche sie in der Runde machen werden. Der Spieler links vom Geber beginnt, die Angaben werden in der Tabelle notiert. Zur Vergewisserung während des Spiels kann jeder seine Anzahl von Spielmarken aus einem gemeinsamen Vorrat vor sich hinlegen.
Sind alle Angaben gemacht, spielt der Spieler links vom Geber eine Karte aus, die anderen folgen im Uhrzeigersinn: ein Stich.
1. Ein Zauberer oder ein Narr kann immer ausgespielt werden.
2. Narren am Anfang eines Stiches haben auf das Folgende keinen Einfluss.
3. Ist die erste Karte eines Stiches (nach möglichen Narren) ein Zauberer, können danach beliebige Karten ausgespielt werden.
4. Sonst ist die Farbe der ersten nicht närrischen Karte diejenige, welche bedient werden muss (das kann auch die Trumpffarbe sein): Jeder Spieler, der mindestens eine Karte dieser Farbe auf der Hand hat, muss eine solche ausspielen. Wer die geforderte Farbe nicht hat, darf eine beliebige andere Karte ausspielen.

Hat jeder Spieler eine Karte ausgespielt, so bekommt der Spieler mit der höchsten Karte den Stich. Es gilt:
1. Der erste gespielte Zauberer sticht immer.
2. Ist kein Zauberer gespielt worden, so sticht der höchste Trumpf über die anderen Karten.
3. Sind kein Zauberer und kein Trumpf gespielt worden, so bekommt derjenige Spieler den Stich, der die höchste Karte der geforderten Farbe gespielt hat.
4. Ein Narr macht keinen Stich, es sei denn, in einem Stich werden nur Narren gespielt. In diesem Fall gewinnt der erste Narr den Stich.

### Bewertung und Buchführung
Jeder Spieler legt die Stiche, die er gemacht hat, einzeln zur Seite. Sind alle Stiche gespielt (in der ersten Runde einer, in der zweiten zwei usw.), vergleicht jeder die Anzahl seiner Stiche mit seiner Vorhersage. Stimmen beide überein, bekommt der Spieler 20 Punkte für die richtige Prognose sowie 10 Punkte für jeden Stich. Stimmt sie nicht überein, bekommt er für jeden Stich Abweichung 10 Punkte abgezogen. Auf einem Vordruck werden für jeden Spieler
- am Beginn jeder Runde seine Prognose und
- am Ende die Summe seiner erzielten Punkte

notiert. (Alle Punktzahlen sind durch zehn teilbar.) – Beispiele:
- 3 Stiche prognostiziert und diese auch bekommen: erhält 20 + (3·10) = 50 Punkte.
- 4 Stiche prognostiziert, aber nur 2 bekommen: erhält (2 − 4)⋅10 = −20 Punkte.
- Keinen Stich prognostiziert und auch keinen bekommen: erhält 20 Punkte.

Setzt ein Spieler für eine Runde aus, bekommt er den Durchschnitt des Ertrags der anderen Spieler.
Auch andere Zählungen sind interessant: Für die richtige Prognose erhält der Spieler 10 Bonuspunkte pro ausgeteilte Karte, also in der ersten Runde zehn Punkte, in der zweiten zwanzig usw. bis hin zu hundert Punkten in der zehnten Runde usw. 10 Punkte gibt es nur für jeden angesagten Stich. Für jede Abweichung gibt es sukzessive zehn Strafpunkte mehr, also für die erste Abweichung 10 Punkte, die zweite 20 (also insgesamt 30), die dritte 30 (also 10 + 20 + 30 = 60 Minuspunkte) usw. – Beispiele für Runde 8:
- 3 Stiche prognostiziert und diese auch bekommen: 3·10 + 8⋅10 = 110 Punkte.
- 2 Stiche prognostiziert, aber 3 bekommen: 2·10 − 1⋅10 = 10 Punkte.
- 4 Stiche prognostiziert, aber 2 bekommen: 2·10 − (10 + 20) = −10 Punkte.

### Spiel-Ende
Das Spiel ist mit drei bis sechs Spielern spielbar, es gibt also zwischen 20 und 10 Runden: 60 Karten geteilt durch die Anzahl der Spieler. In der letzten Runde werden alle Karten ausgeteilt, und es gibt (wie gesagt) keine Trumpffarbe. Es gewinnt der Spieler mit der höchsten Punktsumme.
In einer Variante scheidet bei mehr als drei Spielern nach 10, 12 und 15 Runden jeweils derjenige mit der geringsten Punktzahl aus, die letzten 5 Runden spielen die verbleibenden drei Spieler aus.
Die Null am Ende jeder Punktzahl kann man sich sparen. Trotzdem kann man jedem Spieler, der eine Runde lang aussetzt, das Mittel der Punktzahl-Änderungen aller mitwirkenden Spieler gutschreiben, dann als Bruchzahl.

## Wizard-Jubiläums- und Sonderausgaben

### 10. Jubiläum
Im Jahr 2006 brachte Amigo eine auf 500 Exemplare limitierte Version mit Metallbox heraus.

### 20. Jubiläum
Zum 20. Jubiläum des Spiels erschien 2016 eine Jubiläumsausgabe, die neben dem klassischen Wizard-Deck sechs neue Sonderkarten enthält:
- der Werwolf: Nachdem zu Beginn einer Stichrunde eine Karte (egal welche) zur Bestimmung einer Trumpffarbe aufgedeckt wurde, muss der Spieler, der den Werwolf auf der Hand hat, die aufgedeckte Karte mit dem Werwolf austauschen und diese auf die Hand nehmen. Dieser Spieler bestimmt eine Trumpffarbe für diese Stichrunde, kann aber auch keinen Trumpf wählen.
- der Drache, der als höchste Karte alle Zauberer schlägt,
- die Fee, die von allen Narren geschlagen wird; fallen jedoch Drache und Fee in einem Stich, gewinnt die Fee. Hierdurch wird die Rangordnung der Karten intransitiv.
- die Bombe bewirkt, dass ein Stich von niemandem gewonnen werden kann. Der Spieler, der die höchste Karte in einen Stich mit der Bombe gespielt hat, bekommt den Stich nicht, eröffnet jedoch den nächsten Stich.
- der Jongleur hat den Wert „7 ½“. Wird er gespielt, muss der Spieler sagen, welche Farbe die Karte annehmen soll. Wenn ein Stich mit Jongleur beendet ist, muss jeder Spieler eine seiner Handkarten verdeckt an seinen linken Nachbarn geben.
- die Wolke hat den Wert „9 ¾“. Wird sie gespielt, muss der Lehrling sagen, welche Farbe die Karte annehmen soll. Liegt die Wolke am Ende einer Runde in den Stichen eines Lehrlings, muss er seine Stichvorhersage um +1 oder −1 verändern.

### 25. Jubiläum
Eine weitere Jubiläumsausgabe erschien 2021, die neben den genannten sechs Sonderkarten eine weitere enthält, den Gestaltwandler. Dieser kann nach Wunsch des Spielers die Rolle eines Zauberers oder Narren einnehmen.

### Wizard: Das Schwarze Auge
Zum 40. Jubiläum des Rollenspiels Das Schwarze Auge (DSA) erschien im Oktober 2024 eine Sonderausgabe des Spiels Wizard, dessen Layout optisch an das Rollenspiel angelehnt ist. Dies betrifft die Kartengestaltung in Form der Rückseiten und Charaktere sowie die dem Spiel beigelegten Metallmünzen. Zudem gibt es eine zusätzliche Sonderkarte, die im erweiterten Spiel den anderen Karten beigemischt wird. Wird diese Karte von einem Spieler bei der Bestimmung der Trumpffarbe gespielt, kann er sich eine Farbe aus drei gezogenen Karten auswählen. Zudem kann die Karte bei jeder Stichrunde gespielt werden; wird sie gespielt, wird sie beiseite gelegt und der Spieler zieht drei Karten, aus denen er sich eine als Bedienkarte aussucht. Beim Ausspiel in der letzten, trumpflosen, Runde wird sie gegen die letzte verbliebene Nachziehkarte ersetzt.

## Weitere Spiele aus der Wizard-Reihe
Folgende weiteren Spiele, die Wizard hinsichtlich Spielregeln sowie Gestaltung der Karten ähneln, sind ebenfalls von Amigo erschienen:
- Wizard Junior: einfachere, für jüngere Kinder ab 8 Jahren (laut Hersteller) geeignete Variante, die nur mit 36 Karten gespielt wird (4 Farben, 1-8; je 2 Zauberer und Narren). Zusätzlich sind hier Chips für eine bessere Visualisierung der Stichvorhersage enthalten. Diese gibt es (in verschiedenen Farben) auch in Wizard Extreme. Auch die Wertung wurde vereinfacht.
- Wizard Extreme: Hier muss man nicht nur die Anzahl der Stiche vorhersagen, sondern auch die Farben, in denen man die Stiche macht. Dies erfolgt mittels verschiedenfarbiger Siegel (kleine Chips aus Pappe). Macht man zu viele Stiche oder einen Stich in einer falschen Farbe, muss man ein schwarzes Siegel nehmen, was noch mehr Minuspunkte bringt, als ein fehlender Stich (übrig gebliebene Siegel am Rundenende). Ein Spieler pro Runde kann als Schwarzmagier spielen. Seine Aufgabe ist es, so zu spielen, dass die anderen Spieler möglichst viele schwarze Siegel erhalten.
- Wizard Würfelspiel: Eine Würfelspiel-Variante des Kartenspiels.
- Witches: Ähnelt dem Kartenspiel Herzeln. Alle roten Karten bringen Strafpunkte. Jedoch sind alle 11er und die grüne 12 Sonderkarten, welche diverse (positive und negative) Effekte haben. Auch besteht die Möglichkeit, allen Mitspielern einen signifikanten Betrag Strafpunkte zu verpassen, indem man alle 14 roten Karten und bestimmte Sonderkarten in seinen Stichen sammelt – ähnlich wie in Herzeln, wo es teilweise bei allen 13 Herzkarten vergleichbare Regeln gibt.
- Druids: Hier sortiert jeder Spieler die Karten aus seinen Stichen nach Farben. Man bildet eine Farbe pro Stapel, wobei die zuletzt erhaltene Karte jeweils oben liegt. Punkte bringt jeweils die oberste Karte jeder Farbe (max. 4 Farben); jedoch muss es der Spieler vermeiden, alle 5 Farben zu sammeln. In diesem Fall wird die Runde abgebrochen und der Spieler erhält Minuspunkte.

Eine wechselnde Trumpffarbe gibt es nur in Wizard (inkl. Jubiläumsausgabe) und Wizard Junior. In Witches und Druids gibt es generell keine Trümpfe; in Wizard Extreme ist Rot permanent Trumpf.

## Ähnliche Spiele
- Rage, ebenfalls von Amigo. Der Hersteller bewirbt Wizard mit dem Untertitel „Das Spiel, das Sie in Rage bringt“.
- Auch das Spiel Stiche-Raten funktioniert vergleichbar.
- Sieben Siegel (Kartenspiel), ebenfalls von Amigo.
- Skull King, von Schmidt Spiele. Ein Wizard-Klon mit zusätzlichen Stich-Karten.
- Canyon, von Abacus. Ähnlich wie Wizard, kombiniert mit der Fahrt mit einem Kanu durch einen Canyon, deren Tempo bestimmt wird durch die Kartenstiche.